# Eomycota
Eomycota Caval.-Sm. – klad grzybów (Fungi), jako takson mający rangę podkrólestwa. Takson typowy nie został wyznaczony. W najnowszej taksonomii grzybów według Dictionary of the Fungi takiego taksonu nie wyróżnia się, istnieje jednak w ogólnej klasyfikacji organizmów według Ruggiero i in.
Eomycota to jedno z dwóch podkrólestw grzybów, drugim podkrólestwem jest Dikarya.

## Systematyka
Do podkrólestwa Eomycota należą 3 typy:
- Chytridiomycota Doweld 2001 – skoczkowce
- Glomeromycota C. Walker & A. Schüßler 2001 – grzyby kłębiakowe
- Zygomycota Moreau 1954 – sprzężniaki